# Edelény
Edelény är en mindre stad i provinsen Borsod-Abaúj-Zemplén i norra Ungern. Staden hade 9 159 invånare (2022), på en yta av 56,82 km². Den ligger i floden Bodvas dal, cirka 21,5 kilometer norr om provinshuvudorten Miskolc. Det historiska L'Huillier-Coburg-palatset ligger i Edelény.

## Vänorter
Edelény har följande vänorter:
- Bad Sobernheim, Tyskland
- Moldava nad Bodvou, Slovakien
- Worb, Schweiz
- Siewierz, Polen